# آمن (مسلسل)
آمن (بالإنجليزية: Safe) هو مسلسل دراما وغموض تلفزيوني بريطاني، إنتاج شركة ريد برودكشن المملوكة لإستوديو كانال ابتكره مؤلف الجريمة هارلان كوبين، لكن كتبه في المقام الأول كاتب السيناريو دانيال بروكليهرست. تدور أحداث المسلسل في إنجلترا، وتقوم نتفلكس ببث العرض دوليًا خارج فرنسا. بدأت سللسة  التصوير في مانشستر، ليفربول وشيشاير في يوليو 2017. وهو يتألف من ثماني حلقات.

## القصة
لعب الممثل الأمريكي مايكل سي هول دور بطل المسلسل بشخصية جراح الأطفال توم ديلاني، والذي تبدأ قصته بجنازة زوجته. تضطرب حياته العائلية بسبب توتر علاقته مع ابنته الكبرى «جيني» ما يدفعها إلى الابتعاد عن عائلتها. بعد لقائها مع حبيبها «كريس» في وقت متأخر من تلك الليلة والتوجه إلى منزل أحد زملائهما لحضور حفلة منزلية صاخبة، تظهر لقطات سريعة ومُضلّلة، فنكتشف أن المراهقَين اختفيا وتتعدد الأسئلة العالقة حول تلك الليلة. بعد ليلة مضطربة يمضيها «توم» وهو يحاول الاتصال بابنته، يبدأ تحقيق مزدوج ومحتدم، أحدهما بقيادة المحققة «صوفي مايسون» والآخر بقيادة «توم» وصديقه المقرّب «بيت»، فيحاولان اكتشاف ما حصل خلال تلك الليلة المصيرية وإيجاد مكان المراهقَين.

## نظرة عامة
تدور قصة هذا المسلسل حول طبيب جراح يدعى توم والذي يقوم بتربية إبنتيه لوحده بعد وفاة زوجته. الأمور تبدو على ما يرام في منزلهم، الذي يوجد وسط حيّ مغلق، إلى أن تتسلل إحدى بناته دون علمه لتحضر إلى حفلة، فيهتز كيان هذه العائلة مرة أخرى على وقع جريمة قتل. كما قد حصل المسلسل على تقييم 7.3/10 على قاعدة بيانات الأفلام على الإنترنت اما على روتن توميتوز فقد حصل على نسبة 71%

## الممثلون والشخصيات
- مايكل سي هول بدور توم ديلاني، أرمل زوجة راشيل، جراح[6]
- ايمي جيمس كيلي في دور جيني ديلاني، 16 عاما، ابنة توم الكبرى، صديقة كريس
- إيزابيل ألين في دور كاري ديلاني، ابنة توم الصغرى
- مارك وارين في دور بيت مايفيلد، طبيب وصديق توم المفضل[7]
- هانا أرتيرتون في دور قلعة إيما، شرطة المخبر من المدينة الكبيرة
- أماندا أبينجتون بدور صوفي ماسون، المخبر الرقيب في شراكة مع إيما، صديقة توم وجارته[6]
- إيميت جيه سكانلان بدور جوش ماسون، زوج صوفي السابق الذي يعيش في مقطورة[7]
- الهند فاولر في دور إلين ميسون، ابنة صوفي
- لويس جريتوريكس بدور هنري ميسون، ابن صوفي المراهق
- فريدي ثورب مثل كريس شاهال، ابن زوي ونيل، وصديق جيني البالغ من العمر 19 عامًا
- أودري فلورو مثل زوي شاهال، والدة كريس، مدرس اللغة الفرنسية المتهم بارتكاب مخالفات
- جوبلين سيبتين في دور نيل شاهال، زوج زوي
- إيموجين جورني في دور تيلي شاهال وابنة زوي ونيل
- إيمي لي هيكمان في دور سيا مارشال، زميلة جيني في تجارة المخدرات
- نايجل ليندسي بدور جوجو مارشال، والد سيا
- ليلى رواس في دور لورين مارشال، والدة سيا
- ميلو تومي بدور آرتشي «بوبي» روبرتس، صاحب حانة تدعى هيفين
- فينيس تيفيان بدور إيوان فولر، مراهق
- كارين بريسون في دور هيلين كروثورن، الجار المجاور لعائلة ديلاني

## طاقم العمل الأساسي
- ريتشارد في (المنتج التنفيذي) 8 حلقات
- ميكايلا فريداي (منتج) 8 حلقات
- هارلان كوبين (كاتب ومنتج منفذ) 8 حلقات
- آندي مورغان (منتج متدرب) 6 حلقات
- ريتشارد داونز (مخرج فني) 8 حلقات
- جوليا فورد (مخرج سينمائي) 3 حلقات
- دانيال أوهارا (مخرج سينمائي) 3 حلقات
- دانيال نيتهايم (مخرج سينمائي) حلقتين
- بريسيلا جون (مدير اختيار الممثلين) 8 حلقات
- أورلا ماكسويل (مدير اختيار الممثلين) 8 حلقات
- إيان موس (مصور سينمائي) 8 حلقات
- كريس ريتشموند (مصمم إنتاج) 8 حلقات
- ماري وينرايت (مصمم جرافيك) 8 حلقات
- جوانا تاترسال (مصمم فني) 8 حلقات
- هيلين ديكسون (محرر مؤثرات صوتية) 8 حلقات
- دانيال بوج (محرر الحوار) 8 حلقات
- ديف راتكليف (مسجل الصوت) 8 حلقات
- إيدي بوببلويل (فني مؤثرات خاصة) 8 حلقات
- سكوت ماكنتاير (مشرف مؤثرات خاصة) 8 حلقات
- ريك بوفيل (فنان مؤثرات مرئية) 8 حلقات
- غاري كيلي (مؤلف) 8 حلقات
- مات وود (مشرف مؤثرات بصرية) 8 حلقات
- ليان فيربروثر (منسق إنتاج) 8 حلقات
- دافينا ايرل (محرر النص) 8 حلقات
- فيكتور همفريز (منسق مركبات الأكشن) 8 حلقات
- د كورلي (ممون للإنتاج وطاقم العمل) 8 حلقات
- وليام كوناتشر (مدرب اللهجات) 8 حلقات
- دانيال بروكلهورست (كاتب) 4 حلقات
- ميك فورد (كاتب) حلقتين
- كارلا كروم (كاتب) حلقة واحدة
- أليكس جانلي (كاتب) حلقة واحدة
- بن أونونو (موسيقي) 8 حلقات
- ديفيد بلاكمور (محرر) 3 حلقات
- آني كوكور (محرر) 3 حلقات
- كريس جيل (محرر) حلقتين
- ديبورا شيبرد (خبير الشعر والمكياج) 8 حلقات
- إيان واغوت (فنان) 8 حلقات
- أليك والكر (فنان مؤثرات مرئية) 4 حلقات
- روبي كين (مؤدي مشاهد خطيرة) 6 حلقات
- آندي جودبولد (مؤدي مشاهد خطيرة) 3 حلقات
- بن بلاكال (مصور ثابت) 8 حلقات
- سيمون هالوز (مساعد مصور) 8 حلقات
- نيل برادلي (الكاميرا المساعدة الثانية) 8 حلقات
- تايلر أندرسون (الاستعداد الأساسي للأزياء) 8 حلقات
- برايس كيرستي (مساعد أزياء) 8 حلقات
- سامانثا جرين (مشرف أزياء) 4 حلقات

## روابط خارجية
- آمن على موقع IMDb (الإنجليزية)
- آمن على موقع ميتاكريتيك (الإنجليزية)
- آمن على موقع روتن توميتوز (الإنجليزية)
- آمن على موقع نتفليكس (الإنجليزية)
- آمن على موقع فيلمافينيتي (الإسبانية)
- آمن على موقع كينوبويسك (الروسية)
- آمن على موقع ألو سيني (الفرنسية)
- آمن على موقع قاعدة بيانات الفيلم (الإنجليزية)